# Laura Österberg Kalmari
Laura Elina Österberg Kalmari (* 27. Mai 1979 in Kirkkonummi) ist eine ehemalige finnische Fußballspielerin. 

## Karriere
Laura Kalmari begann ihre Karriere im Alter von fünf Jahren bei KyIF Kirkkonummi. 1995 wechselte sie zu PuiU Helsinki (Puistolan Urheilijat).
Am 11. März 1996 debütierte Kalmari bei einem Spiel gegen Island in der finnischen Nationalmannschaft.
Nach ihrem Wechsel 1997 zu Malmin Palloseura unterschrieb sie schon ein Jahr später bei HJK Helsinki. Gleich in der ersten Saison bei HJK wurde sie zum ersten Mal finnischer Meister. Insgesamt wurde sie mit HJK viermal finnischer Meister, dreimal Pokalsieger und dreimal Torschützenkönigin der finnischen Liga.
Nach einem kurzen Abstecher in die nordamerikanische W-League, wo sie mit den Boston Renegades den Meistertitel gewann, spielt seit 2002 in der schwedischen Liga Damallsvenskan, wo sie zunächst für Umeå IK tätig war und dort zweimal den UEFA Women’s Cup gewann und Torschützenkönigin der Liga wurde. In der Saison 2005 wechselte Laura Kalmari zum Hauptstadtverein Djurgårdens IF/Älvsjö, mit dem sie im gleichen Jahr den Pokal gewann.
Im Januar 2007 gab sie überraschend ihren Wechsel zu AIK Solna bekannt. Den Wechsel begründete sie mit der Suche nach einer neuen Herausforderung. Mit Solna schaffte sie den Klassenerhalt. Wegen einer Schwangerschaft hatte sie während der Saison 2008 pausiert.
Ab 2010 spielte die Stürmerin für den US-amerikanischen Verein Sky Blue FC. 
2011 beendete sie ihre Karriere bei NJ/NY Gotham FC.
Sie war bis zum 8. Oktober 2019 mit 41 Toren Rekordtorschützin und ist seit dem 26. Februar 2010 Rekordnationalspielerin der finnischen Nationalmannschaft. Zudem ist sie mit fünf Titeln häufigste finnische Fußballerin des Jahres.

## Erfolge
- UEFA-Women’s-Cup-Sieger 2003, 2004
- Finnischer Meister 1998, 1999, 2000, 2001
- Finnischer Pokalsieger 1996, 1997, 1998, 1999, 2000
- Torschützenkönigin der SM-Sarja 1999, 2000, 2001
- Finnische Fußballspielerin des Jahres 1999, 2003
- Schwedischer Meister 2002
- Schwedischer Pokalsieger 2002, 2003, 2005
- Torschützenkönigin der Damallsvenskan 2004
- Meister der W-League 2002

## Privat
Laura Österberg Kalmari ist seit Herbst 2006 mit dem schwedischen Unternehmer Niko Väisänen verheiratet. Der Name Österberg kommt vom Stiefvater ihres Ehemannes. 2012 arbeitete sie als Lehrerin in Stockholm. 